# Washington (Vermont)
Washington és una població dels Estats Units a l'estat de Vermont. Segons el cens del 2000 tenia 1.047 habitants.

## Demografia
Segons el cens del 2000, Washington tenia 1.047 habitants, 406 habitatges, i 291 famílies. La densitat de població era de 10,4 habitants per km².
Dels 406 habitatges en un 34,2% hi vivien nens de menys de 18 anys, en un 59,4% hi vivien parelles casades, en un 7,9% dones solteres, i en un 28,1% no eren unitats familiars. En el 20,4% dels habitatges hi vivien persones soles el 7,4% de les quals corresponia a persones de 65 anys o més que vivien soles. El nombre mitjà de persones vivint en cada habitatge era de 2,58 i el nombre mitjà de persones que vivien en cada família era de 3.
Per edats la població es repartia de la següent manera: un 25,6% tenia menys de 18 anys, un 5,9% entre 18 i 24, un 30,2% entre 25 i 44, un 28,9% de 45 a 60 i un 9,4% 65 anys o més.
L'edat mediana era de 39 anys. Per cada 100 dones de 18 o més anys hi havia 100,8 homes.
La renda mediana per habitatge era de 43.125 $ i la renda mediana per família de 50.500 $. Els homes tenien una renda mediana de 29.674 $ mentre que les dones 28.333 $. La renda per capita de la població era de 18.439 $. Entorn del 3,1% de les famílies i el 6,1% de la població estaven per davall del llindar de pobresa.